# Мариелка Баева
Мариелка Величкова Баева е български политик от ДПС, евродепутат (2007 – 2009), филолог, писател, икономист.
Управител е на консултантска фирма и е осъществявала проекти във Франция, Нидерландия, Германия, Англия, Люксембург, Гърция, Ирландия и Канада.
Авторка е на романа „The day was born“ („Денят беше роден“), издаден на английски във Великобритания през 2006 г. 
Владее английски, френски и руски език.